# 网球场 (歌曲)
〈网球场〉是新西兰歌手洛德演唱的一首歌曲，出自其首张专辑《天生英雌》。2013年6月7日，环球唱片将这首歌曲作为专辑在澳大利亚和新西兰的第二支单曲发行。与之同时发行的还有一张迷你专辑《网球场 EP》，其中共收录了包括〈网球场〉在内的四首歌曲。2014年，Lava唱片和聯眾唱片又在美国发行了这支单曲，作为《纯粹女英雄》在美国的第四支单曲。这首歌由洛德和喬爾·立特共同创作完成，立特同时还是歌曲的制作人。歌曲融合了另类流行、艺术流行和电子流行的风格，同时吸收了慢速电子、嘻哈音乐和电子舞曲的元素，整首歌曲使用了合成器和电子鼓点伴奏。歌词则讲述了洛德自己一夜成名的经历，以及她对“奢侈生活”的批判。
〈网球场〉一曲获得评论界的广泛好评，其制作和整首歌曲的风格都得到了乐评人的称赞。这支单曲在澳新两国也获得了商业上的成功，登上了新西兰单曲排行榜冠军和澳大利亚单曲排行榜第20位，此外还进入了欧洲和美国的多个单曲排行榜。这首歌曲在澳大利亚和新西兰都获得了白金单曲的销量认证。歌曲的音乐录影带由乔尔·科法利（Joel Kefali）执导，采用一镜到底的技术拍摄了洛德面对镜头为歌曲伴唱的画面。洛德曾在多个场合和节目中表演这首歌曲，宣传单曲和专辑《纯粹女英雄》。

## 创作背景
洛德13岁时，环球唱片发现了她的才能，并与她签约。随后她和喬爾·立特成为了合作搭档，立特成为了她的词曲创作人和制作人。
洛德在介绍自己创作〈网球场〉的经历时谈到，这首歌和她以往歌曲的创作过程有很大不同。她表示，通常情况下自己会先创作一首歌的歌词，然而对这首歌却是先与喬爾·立特合作写好了曲子和节奏之后，再在这一基础上创作歌词的。立特则表示，洛德在写这首歌曲时，创作能力有明显的提高，整首歌的旋律以及整个副歌部分都是她独立完成的。两人在创作这首歌时，其他部分都已经完成，但副歌部分却一直没有写好。立特正在忙碌时，洛德突然有了灵感，但在自己写好之后才唱给立特听。他听到洛德完成的副歌之后十分满意，仅仅做了一些小修改，加了几句，便完成了整首歌。这是洛德首次独立创作完整的副歌，立特对此评价称，“这个女孩很快就将会成为非常优秀的创作者，甚至可以说她已经成为一位优秀的创作者了。”

## 发行
2013年6月7日，〈网球场〉作为《纯粹女英雄》在澳大利亚和新西兰的第二支单曲正式发行。同时，迷你专辑《网球场 EP》也在部分欧洲国家开放了数字下载，迷你专辑的黑胶唱片随后在7月22日发行。2013年8月27日，单曲的黑胶唱片版本在美国发行。最初，Lava唱片和聯眾唱片计划于2014年3月11日将〈网球场〉派送至美国现代摇滚电台，4月8日派送至当代热门音乐电台。按照计划，〈网球场〉将是专辑在美国继〈贵族〉和〈团队〉之后的第三支单曲。然而这一发行计划却被推迟，第三支单曲改为〈荣耀与伤痕〉。最终，唱片公司于4月22日将〈网球场〉作为专辑在美国的第四支单曲派送至当代热门音乐电台。2015年5月12日，〈网球场〉单曲在英国正式发行。2014年，〈贵族〉在新西兰发行特别版下载时，还曾将〈网球场〉作为其B面歌曲一同发行。

## 词曲
〈网球场〉由喬爾·立特制作，在立特位于新西兰奧克蘭的黄金时代录音室（Golden Age Studios）完成了录制。歌曲融合了另类流行、艺术流行、电子流行的风格，同时吸收了慢速电子、电子舞曲和嘻哈音乐的影响。整首歌使用合成器伴奏，并加入了电子鼓点。歌曲时长3分18秒，以A小调写成，速度是每分钟92拍。洛德演唱这首歌曲时的音域在G3到G4之间。音乐专栏撰稿人尼克·梅斯提特（Nick Messtite）认为这首歌的旋律使人联想到美国独立摇滚乐队郵政服務樂團的歌曲，而《新音乐快递》的希安·洛韦（Siân Rowe）认为这首歌与拉娜·德雷的作品风格相近。英国流行音乐杂志的编辑乔·扎德（Joe Zadeh）则注意到这首歌与The xx乐队的歌曲有相似之处。
〈网球场〉的歌词主要讲述了洛德自己一夜成名的经历和感受，以及她对奢侈享乐的批判。洛德称自己是在“刚刚瞥见音乐产业内部的样子”之后写下这首歌的歌词，在创作同时又想到“人类是多么的肤浅”，每个人脸上都带着面具和伪装。洛德认为网球场“在视觉上很漂亮”，是自己“会在Tumblr上不断回来欣赏的那种东西”。她坦承自己不会打网球，但认为网球这项运动很美丽。洛德还在采访中称，“网球场”这一意象在歌词中是一种“怀旧的象征”，给自己熟悉和安全的感觉。而整首歌描述的是她“和整个夏天一起玩耍的朋友共同成长的小镇”。《卫报》评论人保罗·莱斯特（Paul Lester）指出，这首歌的歌词主题和洛德之前两首作品〈贵族〉和〈Million Dollar Bills〉（收录于迷你专辑《爱之俱乐部》）相近，都表达了她对“奢侈生活”的不满。
一些乐评人在对这首歌曲的评论中分析了歌词的具体内容。数码间谍评论人罗伯特·科斯派（Robert Cospey）认为歌词表现了洛德在名利和纯真的生活之间两面为难，歌词中的两句“我脑中迅速塞满了人们的邪恶游戏，还在烈焰中燃烧 / 我成名之后怎样才能再鬼混取乐”就是她吐露的心声。《偏锋》杂志评论人凯文·李德尔（Kevin Liedel）在评论中谈到了歌词中不断重复的，认为这一句歌词刻意采用了冷淡的唱腔，表达的是一种讽刺的态度。他还提到另一句歌词“这是一种新的艺术，告诉人们我们有多不在乎”，认为这句歌词“完美地鞭挞了最近一届MTV音乐录影带大奖中充斥的那种陈腐享乐主义热潮”。赫芬顿邮报在评论洛德的一篇文章中也提到了这一句，称其表现“我们有多不在乎”是一种“与众不同的青春叛逆”。这篇文章尤其赞赏了“我倾注一切地破碎崩溃 / 而你可以从自家窗前欣赏”这一句“戏剧性的”歌词，称这一句是对青少年偶像精神崩溃的“绝妙注解”。

## 评价和反响
〈网球场〉在乐评界和媒体界获得了广泛赞誉。《新音乐快递》杂志评论人希安·洛韦给《网球场 EP》打出7分（满分10分）的成绩，称赞歌曲“曲风前卫”、“唱腔有力”，类似“改良版的查莉XCX”。《公告牌》杂志编辑杰森·利普舒茨（Jason Lipshutz）认为〈网球场〉游走在“流行音乐的黑暗边缘”，让人“眩晕”而又“沉醉”。ESPN旗下流行杂志《Grantland》撰稿人艾米莉·吉田（Emily Yoshida）称歌曲“阴暗迷人”，而《好莱坞报道》撰稿人凯尔·耶格尔（Kyle Jaeger）则赞扬了其歌词的内涵和上口的旋律。AllMusic评论人史蒂芬·托马斯·艾乐文（Stephen Thomas Erlewine）、芝加哥影音评论网站Consequence of Sound评论人乔恩·哈杜赛克（Jon Hadusek）和《Time Out》杂志评论人尼克·列维（Nick Levine）等人都认为这首歌曲是《纯粹女英雄》专辑中最出色的歌曲之一。英国歌手埃尔顿·约翰在接受《今日美国》采访时则称赞这首歌曲是“地球上最美妙感人的”作品之一，令人“赞不绝口”。
〈网球场〉发行之后，在新西兰单曲排行榜上首周空降冠军，成为洛德在这一排行榜上继〈贵族〉之后的第二支冠军单曲。这支单曲在新西兰单曲排行榜上停留了21周，在新西兰销量超过45,000张，被该国唱片业协会认证为三白金单曲。这一单曲也凭此销量成为该国2013年最畅销单曲第19名。在澳大利亚，这首歌曲在该国单曲排行榜上最高排名第20位，在榜上停留22周。单曲在澳销量超过210,000张，被澳大利亚唱片业协会认证为三白金单曲。单曲在大洋洲以外也获得了不同程度的成功。〈网球场〉在美国最高登上《告示牌》百强单曲榜第71位，还进入了美国《公告牌》杂志旗下的多个分榜单。截至2014年4月，这支单曲在全美销量已超过355,000张。单曲在加拿大的销量在加拿大销量也超过80,000张，于2014年7月获得加拿大唱片业协会的“白金唱片”认证。

## 音乐录影带

这首歌曲的音乐录影带采用一镜到底的手法拍摄，画面中始终只有洛德一人

〈网球场〉的正式音乐录影带由乔尔·科法利（Joel Kefali）执导。科法利此前和洛德在〈贵族〉的音乐录影带中亦有合作。音乐录影带采用一镜到底的手法拍摄。在录影带的画面中，始终只有洛德一人。她身着黑衣，梳了发辫，涂了深色的唇膏，一直面对镜头。她在录影带中大部分时间没有张口演唱，只跟着歌曲唱出其中重复的，没有唱出其他的歌词。整部录影带中灯光时明时暗，全片给人“催眠”和“不适”之感。
《华盛顿邮报》撰稿人贝瑟妮·巴特勒（Bethonie Butler）指出，洛德不喜欢成为人群关注的焦点，她曾表示自己在想象的“完美世界”中不需要接受采访，世界上只有一张自己的照片就足够了；而在这部录影带中，她却始终是镜头的焦点和中心。巴特勒认为录影带和现实的这种对比以及光线忽明忽暗的不适感可能正是对“名利”的隐喻。瑞安·西克雷斯特旗下网站作者凯瑟琳·佩里康（Kathleen Perricone）则认为这部录影带“超级简约”，恰能突出洛德的歌声和歌词。Pitchfork Media评论人琳赛·泽拉兹（Lindsay Zoladz）认为这部录影带与替代品合唱團的有共通之处。MTV旗下评论人卢克·奥尼尔（Luke O'Neil）亦称录影带是“极简风格”，认为洛德追求“与众不同”的努力颇有成效。

## 现场表演和其他使用

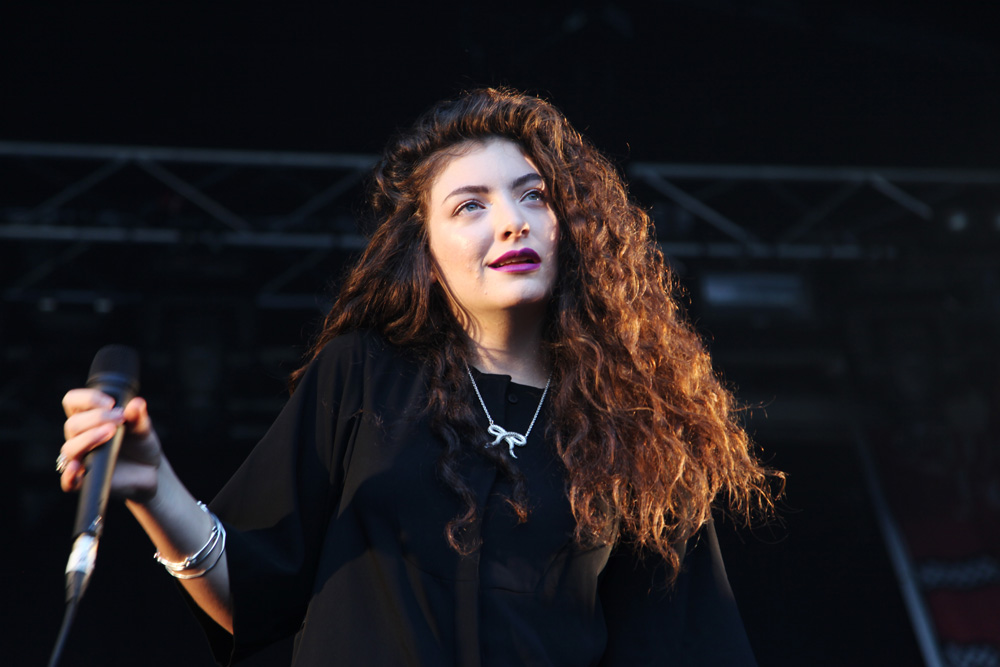
洛德在2014年悉尼Laneway音乐节表演

2013年8月6日，洛德在纽约举行了自己的首场美国演出，其中就演唱了〈网球场〉这首歌曲。之后，她在加利福尼亚州洛杉矶、纽约布鲁克林区、英国倫敦蘇豪區等多地举办演出时都在现场演唱了这首歌曲。2013年11月，洛德参加了由CBS电视网和VEVO合作举办的网络直播演唱会“大卫·莱特曼晚间秀现场演出”（Live on Letterman），演唱了《纯粹女英雄》中的多首歌曲，以宣传自己的专辑，其中就包括〈网球场〉这首歌曲。同年12月，洛德参加了大洛杉矶地区电台KROQ-FM举办的的圣诞节演唱会“几乎原声圣诞节”（Almost Acoustic Christmas），期间也表演了这首歌曲。
2014年5月，洛德在当年的公告牌音乐奖颁奖典礼中现场演唱了〈网球场〉。6月，她又出席了加拿大MuchMusic音乐录影带大奖颁奖典礼，在现场联唱〈网球场〉和〈团队〉两首歌曲。洛德在多个音乐节现场也演唱过这首歌曲，包括2014年科切拉音乐节、悉尼Laneway音乐节和芝加哥Lollapalooza音乐节等。
英国广播公司在转播2013年温布尔登网球锦标赛女子单打决赛时使用了这首歌曲。2014年，这首歌曲还出现在《俠盜獵車手V》重新发行版的游戏原声带中。多名DJ或制作人都曾对此曲进行重新混音的再创作，其中包括澳大利亚艺人Flume和美国制作人迪波洛等人。洛德本人曾在2015年FYF Fest音乐节上表示Flume的混音版本“非常出色”。

## 曲目列表
| 澳两国数字下载和7英寸黑胶唱片版： 1. – 3:18 2. – 3:42 欧洲数字下载版： 1. – 3:18 CD单曲版： 1. – 3:18 2. – 3:36 | 《网球场 EP》： 1. – 3:18 2. – 3:42 3. – 3:33 4. – 3:41 |

## 榜单成绩
| 排行榜                               | 最高 排名 |
| ------------------------------------ | --------- |
| 澳大利亚（澳大利亚唱片业协会榜）     | 20        |
| 比利时佛兰德（Ultratip榜）           | 4         |
| 比利时瓦隆（Ultratip榜）             | 28        |
| 加拿大（《公告牌》加拿大百强单曲榜） | 78        |
| 法国（法國唱片出版業公會榜）         | 193       |
| 德国（德国官方单曲排行榜）           | 83        |
| 荷兰（Tipparade排行榜）              | 19        |
| 新西兰（新西兰唱片业协会榜）         | 1         |
| 英国（英國（官方榜單公司單曲榜））   | 78        |
| 美国（《公告牌》百强单曲榜）         | 71        |
| 美国（《公告牌》热门摇滚歌曲榜）     | 9         |
| 美国（《公告牌》流行歌曲榜）         | 23        |
| 美国（《公告牌》成人流行歌曲榜）     | 19        |
| 美国（《公告牌》另类歌曲榜）         | 17        |

| 排行榜（2013年）                 | 排名 |
| -------------------------------- | ---- |
| 澳大利亚（澳大利亚唱片业协会榜） | 72   |
| 新西兰（新西兰唱片业协会榜）     | 19   |
| 美国（《公告牌》热门摇滚歌曲榜） | 30   |
| 排行榜（2014年）                 | 排名 |
| 美国（《公告牌》热门摇滚歌曲榜） | 21   |

## 销量认证
| 国家或地区                                               | 认证    | 銷量     |
| -------------------------------------------------------- | ------- | -------- |
| 澳大利亚（澳大利亚唱片业协会）                           | 3× 白金 | 210,000‡ |
| 加拿大（加拿大音乐协会）                                 | 白金    | 80,000‡  |
| 新西兰（新西兰唱片业协会）                               | 3× 白金 | 45,000*  |
| 挪威（國際唱片業協會挪威分會）                           | 白金    | 10,000‡  |
| 英國（英國唱片業協會）                                   | 銀      | 200,000‡ |
| 美國                                                     |         | 355,000  |
| - ‡僅含認證的串流媒體+實際銷量 - †僅含認證的串流媒體銷量 |         |          |

## 发行历史

### 单曲
| 发行地区 | 发行日期      | 发行格式             | 厂牌                            | 参考来源       |
| -------- | ------------- | -------------------- | ------------------------------- | -------------- |
| 澳大利亚 | 2013年6月7日  | 数字下载             | 环球唱片                        | [ 10 ]         |
| 新西兰   | 2013年6月7日  | 数字下载             | 环球唱片                        | [ 11 ]         |
| 丹麦     | 2013年8月12日 | 数字下载             | 环球唱片                        | [ 96 ]         |
| 芬兰     | 2013年8月12日 | 数字下载             | 环球唱片                        | [ 27 ]         |
| 挪威     | 2013年8月12日 | 数字下载             | 环球唱片                        | [ 77 ]         |
| 瑞典     | 2013年8月12日 | 数字下载             | 环球唱片                        | [ 97 ]         |
| 德国     | 2013年8月27日 | 7英寸黑胶唱片        | 环球唱片                        | [ 98 ]         |
| 美国     | 2013年8月27日 | 7英寸黑胶唱片        | Lava唱片 （ 英语 ： Lava Records） 聯眾唱片 | [ 14 ]         |
| 美国     | 2014年4月21日 | 热门成人当代音乐电台 | Lava唱片 （ 英语 ： Lava Records） 聯眾唱片 | [ 99 ]         |
| 美国     | 2014年4月22日 | 当代热门音乐电台     | Lava唱片 （ 英语 ： Lava Records） 聯眾唱片 | [ 19 ]         |
| 意大利   | 2014年4月25日 | 当代热门音乐电台     | 环球唱片                        | [ 100 ]        |
| 英国     | 2014年5月12日 | 当代热门音乐电台     | 维珍百代唱片                    | [ 21 ] [ 101 ] |
| 德国     | 2014年5月30日 | CD                   | 环球唱片                        | [ 78 ]         |
| 瑞士     | 2014年5月30日 | CD                   | 环球唱片                        | [ 102 ]        |

### 迷你专辑
| 发行地区   | 发行日期      | 发行格式       | 厂牌         | 参考来源       |
| ---------- | ------------- | -------------- | ------------ | -------------- |
| 比利时     | 2013年6月7日  | 数字下载       | 环球唱片     | [ 12 ]         |
| 芬兰       | 2013年6月7日  | 数字下载       | 环球唱片     | [ 103 ]        |
| 德国       | 2013年6月7日  | 数字下载       | 环球唱片     | [ 104 ]        |
| 挪威       | 2013年6月7日  | 数字下载       | 环球唱片     | [ 105 ]        |
| 俄罗斯     | 2013年6月7日  | 数字下载       | 环球唱片     | [ 106 ]        |
| 斯洛文尼亚 | 2013年6月7日  | 数字下载       | 环球唱片     | [ 107 ]        |
| 瑞士       | 2013年6月7日  | 数字下载       | 环球唱片     | [ 108 ]        |
| 西班牙     | 2013年6月7日  | 数字下载       | 环球唱片     | [ 109 ]        |
| 英国       | 2013年6月7日  | 数字下载       | 环球唱片     | [ 79 ]         |
| 英国       | 2013年7月22日 | 10英寸黑胶唱片 | 维珍百代唱片 | [ 13 ] [ 110 ] |